# San Juan (La Coruña)
San Juan (en gallego y oficialmente, San Xoán) es una aldea española, actualmente despoblada, que forma parte de la parroquia de La Riba, del municipio de La Baña, en la provincia de La Coruña.

## Demografía
| Gráfica de evolución demográfica de San Xoán entre 2000 y 2018 |
|                                                                |
| Datos según el nomenclátor publicado por el INE.               |